# Finnische Badmintonmeisterschaft 1961
Die Finnische Badmintonmeisterschaft 1961 fand in Helsinki statt. Es war die siebente Austragung der nationalen Titelkämpfe von Finnland im Badminton.

## Titelträger
| Disziplin    | Sieger                              |
| ------------ | ----------------------------------- |
| Herreneinzel | Kaj Lindfors                        |
| Dameneinzel  | Maritta Petrell                     |
| Herrendoppel | Kaj Lindfors Harry Sarén            |
| Damendoppel  | Maritta Petrell Lisbeth Baumgartner |
| Mixed        | Kaj Lindfors Ann-Louise von Essen   |